# Christliche Universität Sankt Petersburg
Die Christliche Universität Sankt Petersburg (russisch Санкт-Петербургский христианский университет) ist eine evangelikal ausgerichtete evangelisch-theologische Hochschule in Sankt Petersburg, Russland.
Bei ihrer Gründung im Jahre 1990 war die Hochschule eine der ersten Einrichtungen auf dem Gebiet evangelisch-theologisch orientierter Bildung nach dem Zusammenbruch der Sowjetunion. Die Hochschule bietet Studiengänge mit Bachelor- und Masterabschlüssen an. Der Hochschulcampus befindet sich nahe dem Zentrum der Stadt.